# 吉田正樹事務所
株式会社吉田正樹事務所（よしだまさきじむしょ）は、インターネットに特化したCMの企画制作およびタレントマネジメントなどを行う日本の企業である。
フジテレビジョンのプロデューサーとして数多のバラエティ番組を手掛けてきた吉田正樹が、フジテレビを退社した直後の2009年1月に設立した。YouTuberのマネジメントも手掛けており、マルチチャンネルネットワークとしての側面も持つ。

## 所属者

### コンテンツプロデューサー
- 吉田正樹

### YouTuber
- 吉田ちか
- カータン
- Rachel&Jun
- YOKARO-MON
- やはしゆり

### アーティスト・クリエイター
- ダースレイダー[2]
- ソーズビー

### 作家・放送作家
- 岐部昌幸
- 坪田塁
- 蓋スタジオ（井本恵）

### プロデューサー・ディレクター
- 野坂哲史 （取締役を兼任）
- 吉田にょろり （YouTubeプロデューサー）
- トベタ・バジュン （音楽プロデューサー・株式会社クロア代表取締役）
- MEGSTER （映像ディレクター）
- amity_sensei （アートディレクター・グラフィックデザイナー）
- 松谷ヒロキ （映像クリエイター・デザイナー）
- 黒澤悠大 （映像作家）

### デザイナー・イラストレーター
- 中西トモナオ
- 修平